# توبا إنكا
توبا إنكا يوبانكي أو توباك إنكا يوبانكي (بلغة كيشوا: Tupaq Inka Yupanki)،  ويترجم «محاسب إنكا النبيل»، هو ثاني أباطرة الإنكا (إنكا سابا) بين عامي 1471-93، وخامس أفراد سلالة هانان، وعاشر حكام حضارة الإنكا. كان والده باتشاكوتي، وكان ابنه واينا كاباك. :93 ينتمي توبا إنكا إلى عشيرة كاباك باناكا من عشائر نبلاء الإنكا.  وكانت زوجته ماما أوكلو.:88

## الوصف

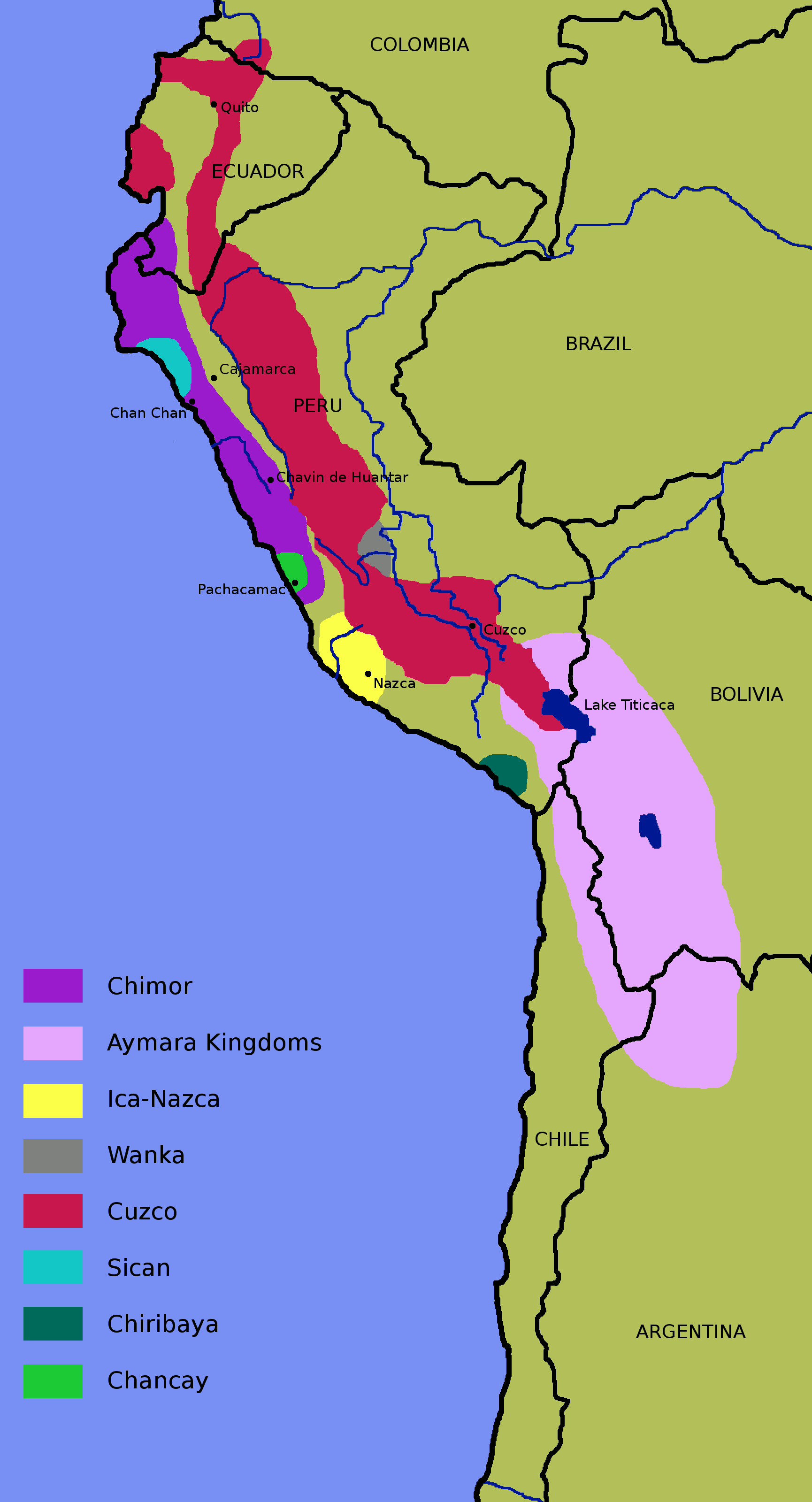
خريطة توسع الإمبراطورية الإنكا في عهد توبا إنكا

قام أبوه بتعيينه لرئاسة جيش الإنكا في عام 1463.
وسع توبا إنكا حدوده شمالا على طول جبال الأنديز في منطقة الإكوادور الحديثة، :144 وطور موقع مدينة كيتو، التي أعيد بناؤها بمهندسين معماريين من كوزكو. أعاد تنظيم مملكة كوزكو خلال عهد والده باتشاكوتي إلى تاوانتينسويو، أو «المقاطعات الأربع»، وقاد فتوحات عسكرية واسعة النطاق لمد إمبراطورية الإنكا في أنحاء أمريكا الجنوبية. :89-92
أصبح حاكم الإنكا بعد وفاة والده في عام 1471، وحكم حتى وفاته في عام 1493. وغزا حضارة شيمور التي احتلت الساحل الشمالي لبيرو، وكانت من أكبر منافسي الإنكا.
غزا توبا إنكا مقاطعة أنتيس وأخضع قبيلة كولا. فرض القواعد والضرائب، وعين حاكمين عامين، أو سويويوك أبو، وأحدهما في خاوخا والآخر في تياواناكو. أنشأ توبا إنكا قلعة ساكسايوامان على الهضبة العليا فوق كوزكو، والتي تضمنت مخازن للمؤن والملابس. :98-105
توفي توباك إنكا في عام 1493، وترك ابنين شرعيين، وتسعين ابنا وابنة غير شرعيين. وكان قد رشح ابنه كاباك واري خلفا له، وهو ابن جارية تدعى تشوكوي أوكلو، لكنهما قتلا بعد وفاة توبا إنكا. ترك هذا العرش مفتوحا لابنه الشرعي، تيتو كوسي والبا، ليخلفه باسم الإمبراطور واينا كاباك. :106-107

## رحلة المحيط الهادئ

### الأسطورة
ينسب إلى توبا إنكا يوبانكي أيضا في قيادة رحلة استكشافية استغرقت حوالي 10 أشهر في المحيط الهادئ حوالي عام 1480، ويقال إنه زار جزرا تدعى نينا تشومبي («حزام النار») وهاوا تشومبي («الحزام الخارجي»، كما تكتب أفاتشومبي أو أوا تشومبي). ذكرت الرحلة في كتاب تاريخ الإنكا بقلم بيدرو سارمينتو دي غامبوا في عام 1572. ووصف بيدرو سارمينتو الرحلة على النحو التالي:
...وصل بعض التجار إلى تومبيز عن طريق البحر من الغرب، وأبحروا في سفن (بالسا) ذات أشرعة. تحدثوا عن الأرض التي جاءوا منها، والتي تتألف من جزر تسمى أفاشومبي ونيناشومبي، حيث عاش هناك الكثير من الناس وبها الكثير من الذهب. كان توبا إنكا رجلا ذا طموح ولم يرضى بما غزاه من مناطق بالفعل. فعزم على السعي نحو الثروة ويعبر لها البحر...
عزم الإنكا بعد تيقنه من هذا على الذهاب إلى هناك. وأمر ببناء عدد هائل من قوارب البالسا، حيث انطلق فيه أكثر من عشرين ألف رجل مختار...
أبحر توباك إنكا إلى أن اكتشف جزر أفاتشومبي ونيناتشومبي، وعاد وجلب معه أناسا سودا والذهب، وكرسي من النحاس الأصفر، وجلد وعظم فك حصان. تم حفظ هذه الغنائم في قلعة كوزكو حتى مجيء الاسبان. استغرقت هذه الرحلة تسعة أشهر، ويقول آخرون أنها امتدت إلى سنة، وظل غائبا لفترة طويلة حتى اعتقد الجميع أنه مات. :93-94

### التحليل
يشكك عديد المؤرخين في حقيقة الرحلة وقعت. وقد حدد مؤيدو هذا السجل عادة بأن الجزر هي جزر غالاباغوس. واقترحوا أيضا أن إحدى الجزر هي جزيرة الفصح، حيث تزعم الحكايات الشفوية أن مجموعة من الناس طوال الأذن (هاناو إيبي) أتت إلى الجزيرة من أرض مجهولة.